# 鹿児島商船

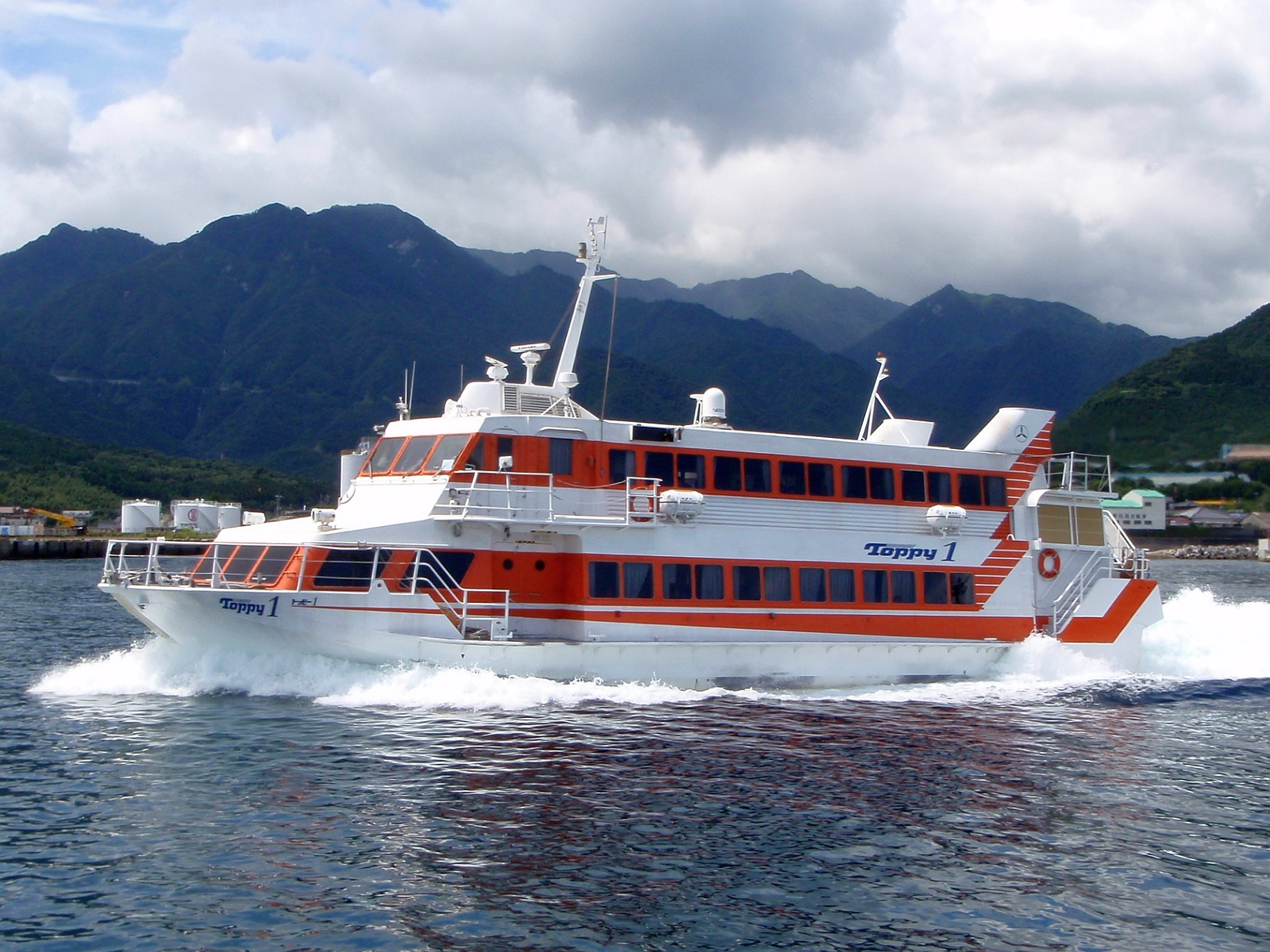
ジェットフォイル「トッピー1」 - 宮之浦港

鹿児島商船（かごしましょうせん）は、鹿児島県鹿児島市に本社を置く海運会社。鹿児島から種子島および屋久島への高速船およびフェリー航路などを運航していたが、2012年4月1日より岩崎グループと市丸グループが合同で種子屋久高速船を設立したのに伴い、高速船事業については船舶の保有のみ行い運航は新会社に統合された。
いわさきグループを構成する。

## 航路

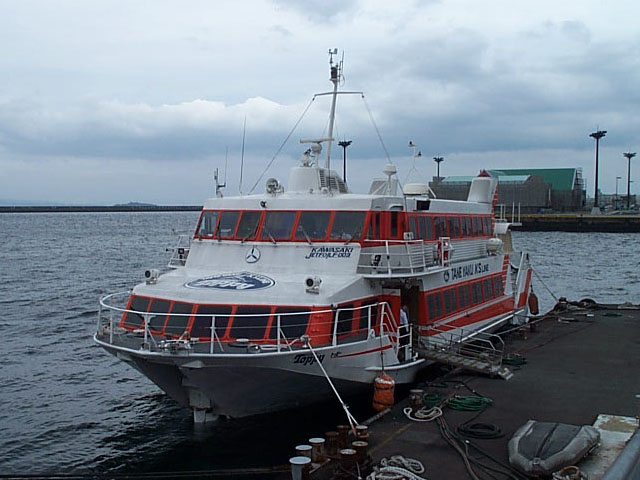
鹿児島港に停泊する「トッピー1」

### 鹿児島・指宿 - 種子島・屋久島航路
鹿児島から種子島・屋久島への航路は、海上運送法による指定区間となっているため、高速船のほか、車両航送の必要性からフェリーも就航している。
当時提携していた九州商船が2004年12月11日をもって航路を廃止し撤退したことにより、種子島航路において指定区間の基準を満たせない状態が続いたため、九州運輸局は2005年5月25日から事業停止命令を出し、鹿児島商船の高速船は同日より運休となったが、2005年6月27日より自社運航によるフェリー「ぶーげんびりあ」が就航したため、再び基準を満たすようになった。同年11月1日より同船に代わって「はいびすかす」が種子島・屋久島航路に就航したが、2008年12月22日より屋久島航路にフェリー「屋久島丸」が就航したことにより、「はいびすかす」は種子島航路のみに就航している。
屋久島航路は、2000年より折田汽船と提携していたが、同社が競合他社のコスモライン（市丸グループ）との提携のため2005年9月をもって提携を解消した。このため同航路も指定航路の基準を満たせない状態となったが、前述の「はいびすかす」就航により基準を満たしている。
高速船「トッピー」
ボーイング929（ジェットフォイル）を3隻保有。コスモラインの3隻を含めた6隻を種子屋久高速船が運航している。船名はトビウオの方言から。
2009年8月28日、鹿児島商船とコスモラインは、同年10月1日から鹿児島－種子島の高速船1日各1往復を減便し、各1往復計4便で共同運航（コードシェア）を始めることを発表した。
- 鹿児島港本港区南埠頭（鹿児島市） - 指宿港（指宿市） - 種子島・西之表港（西之表市）、屋久島・宮之浦港または安房港（屋久島町）
  - 季節などにより便数が変わる。
  - 指宿港を寄港しない便がある。また、種子島・屋久島経由の順序が変わるほか、各島への直行便もある。
  - 90年代半ば、種子島(西之表)⇔宮崎、西之表(種子島)⇔島間(種子島、南種子町)と言う航路も有った。

フェリー「はいびすかす」
1日1往復。
- 鹿児島港・谷山港二区（鹿児島市） - 種子島・西之表港（西之表市） -　屋久島・宮之浦港（屋久島町）
  - 夕方に鹿児島港を出港、夜間に西之表港に到着したのち、翌朝に宮之浦港へ向けて出港、同港に到着ののち当日中に同じ航路を折り返す。なお、屋久島航路に別途「屋久島丸」が就航していた時期は、朝に鹿児島港を出港、昼過ぎに西之表港に入港・出港ののち、夕方に鹿児島港へ入港していた。
  - 代理店は鹿商海運が担当している。

#### かつて運航していた航路
フェリー「屋久島丸」
2011年1月31日にて運休。2年間の運航で航路そのものが運休となった。
- 鹿児島港本港区南埠頭（鹿児島市） -　屋久島・宮之浦港（屋久島町）
  - 朝に鹿児島港を出港し、昼過ぎに宮之浦港に入港・出港ののち、夕方に鹿児島港へ入港していた。
  - 旅客代理店は鹿児島商船、貨物・車両の代理店は鹿商海運が担当していた。

### 山川 - 根占航路
2006年11月1日から官民共同の新枠組みによる運航がスタートした。船舶は、関係する指宿市および南大隅町がフェリー「ぶーげんびりあ」を購入し岩崎グループにリース。港湾施設については、山川・根占両港にある岩崎グループ所有の土地や施設を鹿児島県が取得。岩崎側は船舶運航に専念し、両市町が発券や綱取りなどの陸上業務を担当する運航協定を結び移行した。
2009年12月7日に運航をしている岩崎グループの岩崎芳太郎社長が行政側の財政的支援がなければ2010年2月末に撤退する方針を表明。2006年の協定締結時に想定をしていなかった、原油価格高騰、旅客数減少などにより赤字が継続していて、会社としては協定内容の変更を申し出ていたが受け入れられていないからとした。
2010年1月20日に鹿児島県庁内にて運航協定を結ぶ四者（岩崎グループ、鹿児島県、指宿市、南大隅町）は非公開協議を行い、行政側は一年間限りの財政支援を提示したが、会社としてはドック代などの費用負担を定めた運航協定の見直しを要求し、両者の歩み寄りは見られず、1月22日に会社側は1月26日までに回答を要求する文書を行政側に発送した。運航船舶は3月にドックを控えていて、ドックを実施せず撤退する場合、1月中に九州運輸局に路線廃止届を提出する必要があった。結局、行政は協定の見直しを拒否し、会社も単年財政支援を拒否して、会社は1月29日に運輸局に廃止届を提出し、2010年3月からの路線運休が決定した。会社側はドックの日程が決まっていないため、路線は運休として、理由は「船舶検査証が取得できないため」とし、休止期間も「定期検査終了まで」と決めていない。1日5便（平日は4便）を運航していた。
2010年3月からの運航休止後1年間航路は運航されていなかったが、2011年3月1日より南九船舶（2018年9月になんきゅうドックへ吸収合併）が「なんきゅう2」（19総トン）を使用して航路を再開した。同年夏には130総トン級のフェリーを投入して大型車の積載も可能にし8/10より新造船により定期運航を開始した。

## 船舶
高速船（ジェットフォイル）

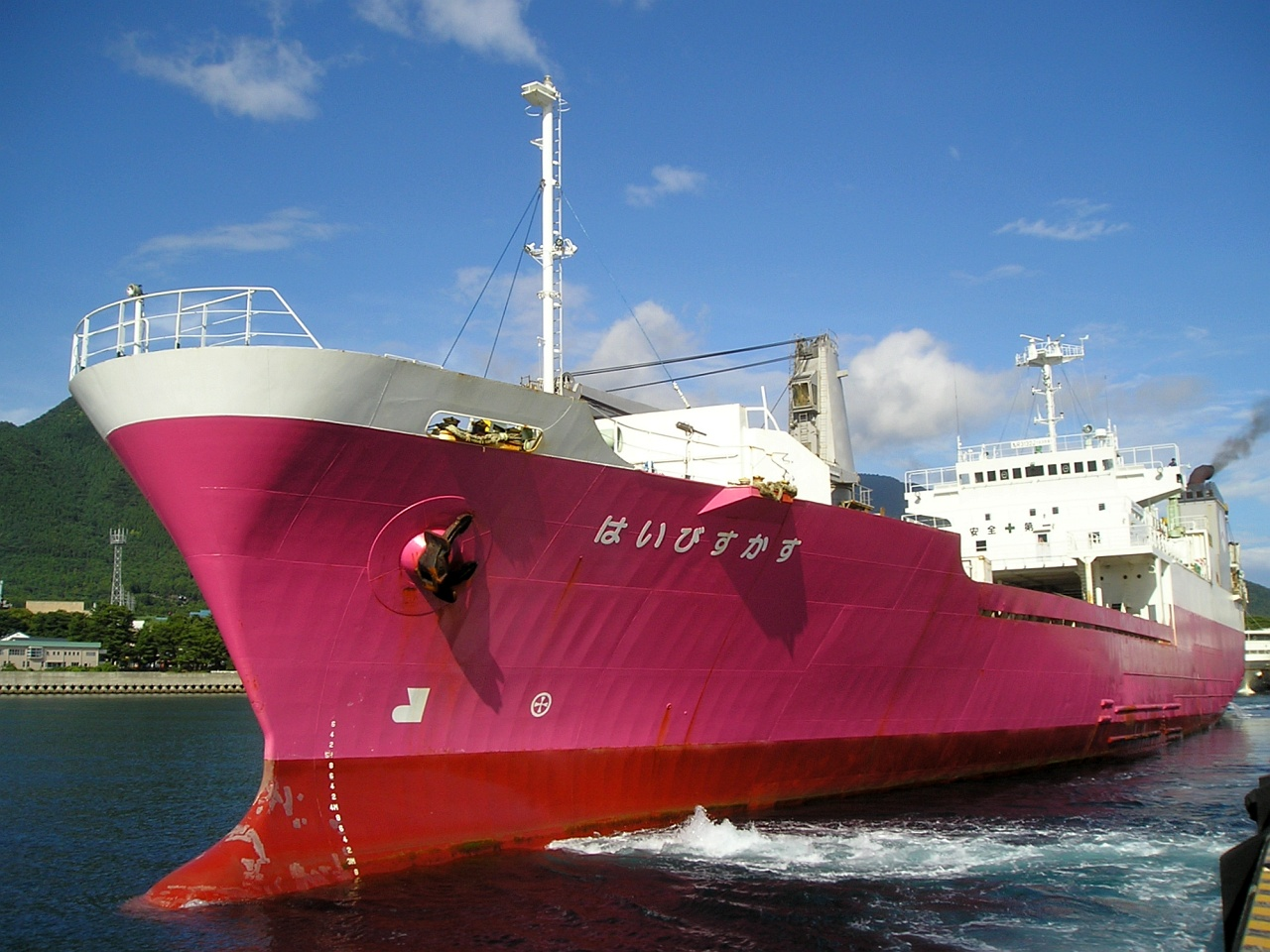
フェリー「はいびすかす」 - 宮之浦港

- トッピー1： 166t、1989年竣工、旅客定員260名。2013年から東海汽船に移籍し「セブンアイランド友」として運航中
- トッピー2： 163t、1992年竣工、旅客定員260名。
- トッピー3： 164t、1995年竣工、旅客定員260名。
- トッピー5： 2007年4月16日就航。プレミアムシートを装備。2014年に隠岐汽船へ移籍し「レインボージェット」として運航中
- トッピー7： 281t、1979年竣工、旅客定員256名。旧「トッピー4」を、流木衝突事故後に改名。

その他
- はいびすかす
1994年竣工。1,566総トン、旅客定員 212名。
RO-RO船をフェリーに改装。種子島・屋久島航路に就航している。運航、保有は新屋敷商事（株）。
- 屋久島丸
1982年12月竣工、2008年12月22日就航。4,011総トン[13]、全長119.0m、幅20.4m、出力13,500ps、航海速力19.8ノット（最大22.6ノット）。
神田造船所（川尻）建造。元「こさど丸」（佐渡汽船、3,965総トン）を改造。
屋久島航路に就航していたが、2011年1月末日をもって運航を終了した[14]。
- ぶーげんびりあ
1991年8月竣工、2005年6月27日就航。1,478総トン、全長60.0m、幅13.0m、出力2,600ps、航海速力13.2ノット（最大14.7ノット）。
旅客定員200名。車両積載数：乗用車12台・バス6台。神田造船所（川尻）建造。指宿市および南大隅町が所有。元「えっさ丸」（佐渡汽船）。
佐渡汽船から転籍後は種子島航路に就航していたが、その後山川 - 根占航路に転じ、2010年3月を以って同航路休止伴い現在係船中。